# Kortrijk Xpo

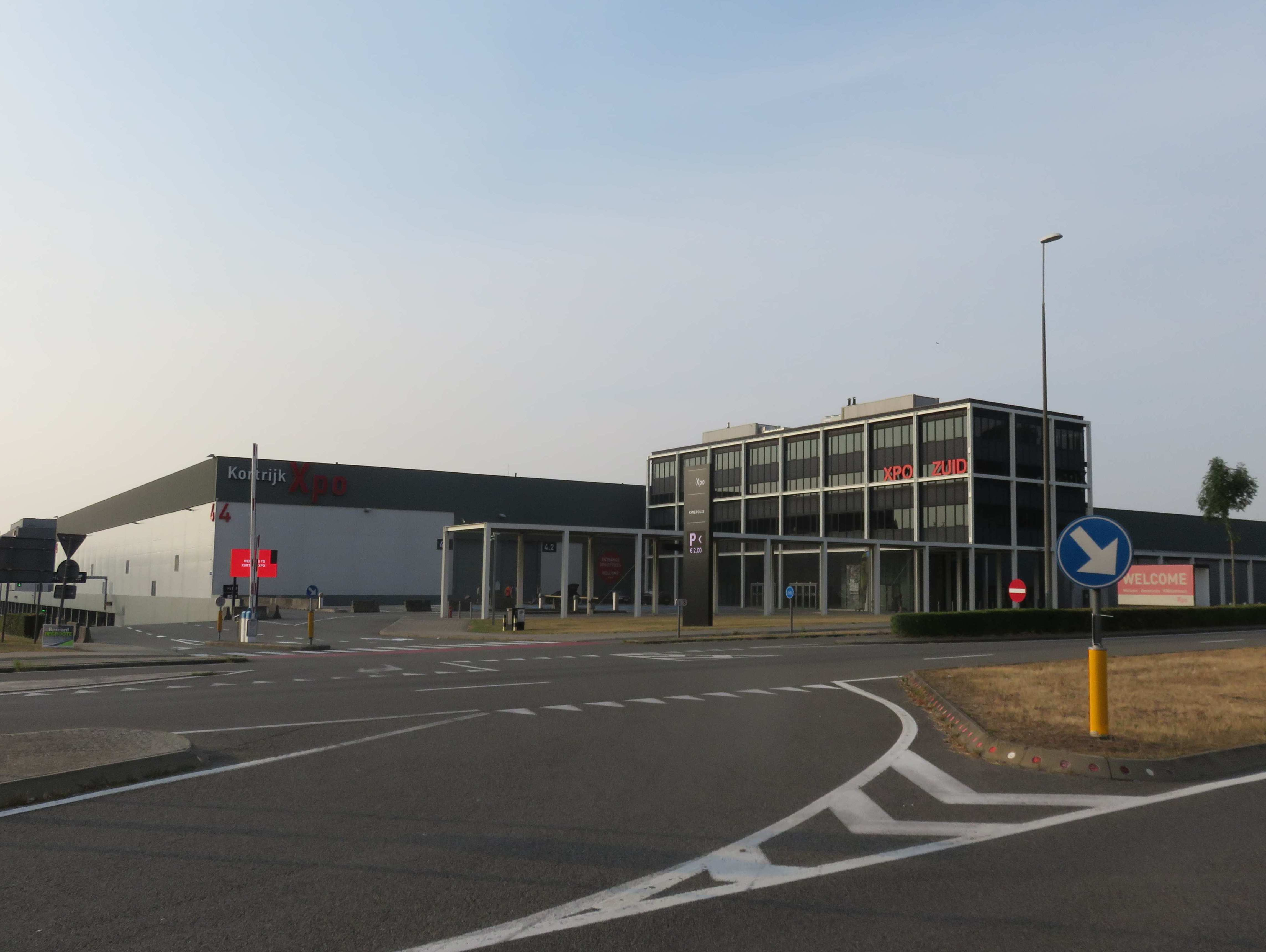
Kortrijk Xpo, 2022

Le Kortrijk Xpo (Courtrai Expo en français), situé à Courtrai, est l'une des plus grandes salles d'exposition de la Belgique et du Benelux entier avec une superficie totale de 55 000 m² (2009).
Elle accueille plusieurs grands événements internationaux; par exemple Interieur Courtrai (Kortrijk design fair Interieur) et jusqu'en 2017 Busworld.